# Golfweerstand

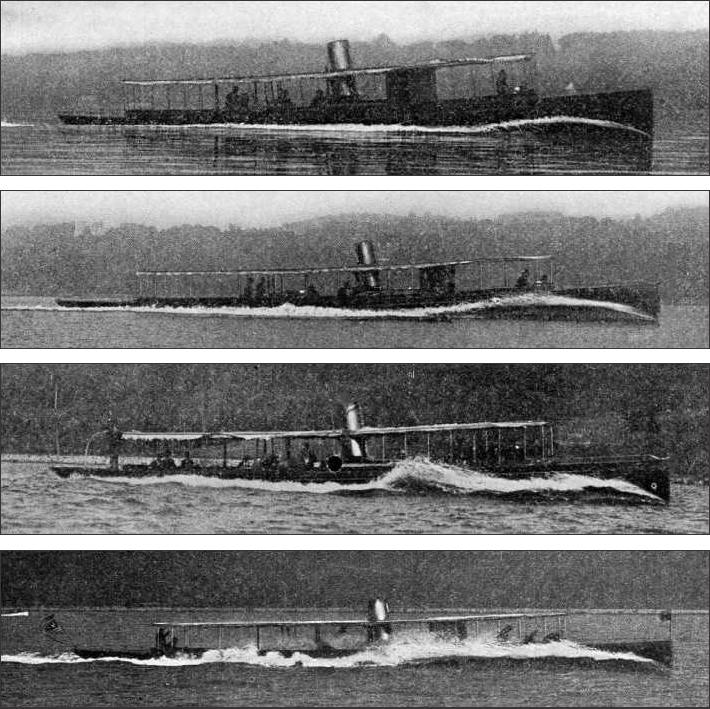
Het stoomjacht Ellide versnelt van 16,6 knopen op de bovenste foto naar 34,8 knopen op de onderste foto, bijna driemaal de rompsnelheid.

Golfweerstand is de weerstand die een lichaam ervaart als gevolg de golven die het opwekt. De energie {\displaystyle R_{W}} die voor het opwekken van de golven benodigd is, wordt als weerstand ervaren. Het verschijnsel treedt op bij een lichaam dat zich beweegt in het scheidingsvlak tussen twee stoffen met verschillende dichtheden, zoals water en lucht, of waterlagen met verschillende temperatuur of zoutgehalte. Een volledig ondergedompeld lichaam, zoals een onderzeeër, zal dus geen golfweerstand ondervinden, tenzij het zich bij een scheidingslaag bevindt. Hoewel door Michell al in 1898 begonnen werd om een theoretische methode te vinden om de golfweerstand te bepalen, moest deze nog lange tijd bepaald worden in de sleeptank.
Een varend schip veroorzaakt een drukverstoring die golven opwekt, de golfmakende weerstand {\displaystyle R_{WM}}. Deze worden bepaald door het evenwicht tussen drukkrachten, traagheidskrachten en de zwaartekracht. Er is een grens aan de steilheid van golven, zodat er ook een golfbrekende weerstand {\displaystyle R_{WB}} op kan treden.
De golfweerstand is onderdeel van de totale scheepsweerstand. Deze weerstand die een schip ondervindt zodra het vaart, wordt bij lagere snelheid voornamelijk veroorzaakt door de wrijvingsweerstand van het nat oppervlak van het schip, het oppervlak van de carène. Bij hogere snelheid wordt de golfweerstand groter.
Als de massa van de bovenste stof verwaarloosbaar is ten opzichte van de onderliggende, zoals bij lucht en water, geldt het Froudegetal {\displaystyle Fr}:
{\displaystyle Fr={\frac {V}{\sqrt {gL}}}}
Het Froudegetal bij waterdiepte wordt uitgedrukt als:
{\displaystyle Fr_{h}={\frac {V}{\sqrt {gh}}}}
waarbij:
{\displaystyle V} = snelheid
{\displaystyle g} = zwaartekracht
{\displaystyle L} = karakteristieke lengte (bijvoorbeeld lengte van een schip)
{\displaystyle h} = diepte van het stromende water

## Ontstaan van de golven

### Primair golfsysteem

Primair golfsysteem.

Hoewel het een wat kunstmatig onderscheid is, wordt er wel gesproken over primaire en secundaire golfsystemen. In een onsamendrukbare en niet-viskeuze vloeistof is er volgens de paradox van d’Alembert voor een ondergedompeld lichaam geen drukweerstand, omdat de druk voor het lichaam gelijk is aan die achter het lichaam. De stromingssnelheid aan beide einden van het lichaam zou lager liggen, terwijl deze in het midden hoger ligt. Volgens de wet van Bernoulli zou de druk aan beide einden hoger liggen en daartussen lager. Aan de oppervlakte creëert dit een golftop bij de boeg en het hek en een lang golfdal daartussen. De plaats van de golftoppen en -dalen verandert niet met de snelheid bij dit systeem, terwijl de golfhoogte kwadratisch toeneemt met de snelheid.

### Secundair golfsysteem

1. golfversterking (k = 3, F_{r} = 0,301)
2. golfuitdoving (k = 4, F_{r} = 0,266)

Golfweerstandskromme (Wigley) met humps en hollows bij verschillende waarden van k bij toenemende snelheid.

In 1904 deed Lord Kelvin onderzoek naar het golfpatroon dat opgewekt wordt door een bewegend drukpunt. Hij onderscheidde twee soorten golfsystemen:
- divergerende golven;
- dwarsgolven.

De interferentie tussen deze Kelvinscheepsgolven geeft ze hun karakteristieke patroon met de golflengte λ:
{\displaystyle \lambda ={2\pi  \over g}V^{2}}
Dit golfsysteem wordt beperkt door twee lijnen die de hoek Φ met de vaarrichting maken:
{\displaystyle \phi =\arcsin {1 \over 3}=19,471}
Hoewel dit een vereenvoudiging is, kan als eerste benadering de boeg van een schip beschouwd worden als bewegend hoge-drukveld en het hek als bewegend lage-drukveld. Zowel het voor- als het achterschip genereren divergerende en dwarsgolven. De dwarsgolven nemen meer energie op dan de divergerende golven, waarbij dit verschil toeneemt met hogere snelheid.
Bij het voorschip ontstaat een golftop — volgens observatie op zo'n λ/4 van de boeg — en bij het achterschip een golfdal. De divergerende golven van het achterschip zijn echter veel minder waarneembaar en de dwarsgolven achter het achterschip zijn alleen waar te nemen als samenstelling van het voor- en achterschip. Waar de divergerende golven van de boeg en het hek vrijwel niet interfereren, is dit bij de dwarsgolven wel het geval. Als de boeg- en hekgolf hierbij in fase zijn, treedt versterking op, als ze in tegenfase zijn, treedt uitdoving op. Een van deze twee situaties doet zich voor als de afstand tussen de top van eerste boeggolf en het hek een geheel aantal halve golflengtes is:
{\displaystyle L-{\lambda  \over 4}=k{\lambda  \over 2}}
Als k even is, treedt uitdoving op en is er een relatief kleine golfweerstand (hollow). Als k oneven is, treedt versterking op en is er een relatief grote golfweerstand (hump). Af te leiden valt dat voor het Getal van Froude geldt:
{\displaystyle F_{r}={\sqrt {2 \over \pi (2k+1)}}}
Hiermee kan een tabel worden samengesteld van waar de humps en hollows zich bevinden:
| k | Fr    | Omschrijving  |
| - | ----- | ------------- |
| 1 | 0,461 | Eerste hump   |
| 2 | 0,357 | Eerste hollow |
| 3 | 0,302 | Tweede hump   |
| 4 | 0,266 | Tweede hollow |
| 5 | 0,241 | Derde hump    |
| . | .     | .             |

De eerste hump wordt vaak main hump genoemd, omdat het de meest duidelijke is en zich bij de hoogste snelheid manifesteert. De tweede wordt vaak de prismatische hump genoemd, omdat de prismatische coëfficiënt CP of Φ hier een grote invloed op heeft.

### Golfsystemen

Wigley's golfsysteem voor een eenvoudig lichaam:
1. symmetrische verstoring wateroppervlak;
2. boeggolf;
3. voorschoudergolf
4. achterschoudergolf;
5. hekgolf
6. samengesteld golfprofiel:
———— berekend;
— — — gemeten.

In werkelijkheid ontstaat de golfvorm niet door twee drukpunten, maar door een lichaam. Wigley deed onderzoek met een eenvoudig lichaam met twee punten eraan. Hij toonde aan dat er in een golfprofiel vijf verschillende golven onderscheiden kunnen worden. De eerste is de symmetrische verstoring wateroppervlak overeenkomend met de primaire golf. De boeg- en hekgolf beginnen met een golftop, terwijl de schouders met een dal beginnen. Afgezien van de primaire golf verandert de golflengte λ met de snelheid. Het door Wigley berekende patroon wijkt enigszins af van de waargenomen golf, maar benaderd deze redelijk.
Daarnaast zijn de vloeistoffen ook niet ideaal; ze zijn viskeus. Dit betekent dat er door interne wrijving stromingsenergie verloren gaat, zodat de constante van Bernoulli afneemt. Hierdoor neemt de druk verder naar achteren af, zodat er een drukverschil ontstaat tussen de voor- en achterkant. Dit is de drukweerstand {\displaystyle R_{P}}. De hekgolf zal daardoor lager zijn dan de boeggolf.
De publicatie The wave resistance of a ship van John Henry Michell is van groot belang geweest voor de bepaling van de golfweerstand. Michell drukte de golfweerstand van een slank schip uit als:
{\displaystyle R_{W}={\frac {4}{\pi }}\cdot \rho \cdot V^{2}\cdot v^{2}\int _{0}^{\infty }{\frac {\lambda ^{2}}{\sqrt {\lambda ^{2}-1}}}\mid A(\lambda )\mid ^{2}d\lambda }
Hierbij wordt echter uitgegaan van slanke schepen, zodat voor afwijkende scheepsvormen de resultaten te veel afwijken en voor de meeste scheepsontwerpen niet bruikbaar zijn. Sleepproeven bleven nodig om de golfweerstand te bepalen. Pas sinds de jaren 90 werd het mogelijk om met de panelenmethode (boundary element method, BEM) deze weerstand goed te benaderen. Problematisch blijft het breken van de golven en het feit dat de weerstand zich slechts manifesteert als onderdeel van de gehele scheepsweerstand.
Het breken van golven begint op te treden rond een Fr van 0,25, wat dit een minder gunstig gebied maakt, hoewel de tweede hollow zich in deze buurt bevindt. Verder beïnvloedt squat — inzinking en vertrimming — de weerstand.

## Rompsnelheid

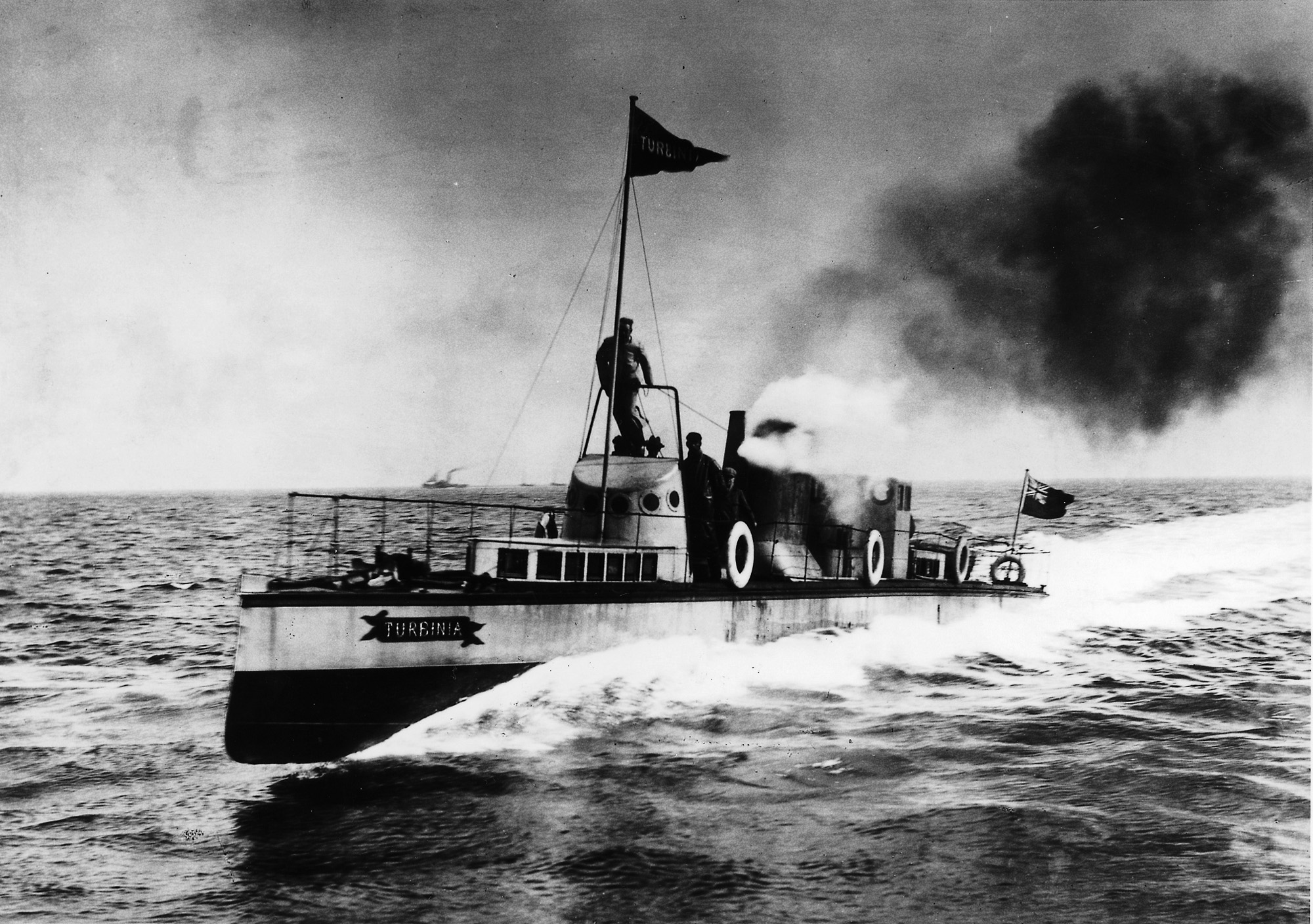
De Turbinia met 2,5 maal de rompsnelheid.

Bij de rompsnelheid is de golflengte gelijk aan de scheepslengte. Hierbij vertrimt het schip sterk, waardoor de weerstand zeer sterk toeneemt. Dit treedt op als Fr 0,4 nadert, of:
{\displaystyle V=1,25{\sqrt {L}}} [m/s]
{\displaystyle V=4,50{\sqrt {L}}} [km/h]
{\displaystyle V=2,43{\sqrt {L}}} [kn]
Bij toenemende snelheid wordt het schip steeds meer gedragen door de hydrodynamische lift in plaats van de hydrostatische drijfkracht. Bij een Fr boven 1,0-1,2 draagt de lift het schip volledig; het planeert. Bij waardes tussen 0,4-0,5 en 1,0-1,2 is het aan het semi-planeren.
Niet alle scheepsvormen gaan volledig planeren. Golfdoorklievende schepen, vaak catamarans, blijven waterverplaatsend.

## Tegengaan van golfweerstand

### Bulbsteven
Een bekende methode om de golfweerstand tegen te gaan, is de bulbsteven die de stroming rond de boeg beïnvloedt. Hierdoor wordt, afhankelijk van de snelheid, de golfweerstand van het schip verminderd. Bij een conventionele voorsteven ontstaat er een boeggolf net voor de boeg. Als er net onder het wateroppervlak een bulb wordt geplaatst, net voor deze golf, dan moet het water eerst hierover stromen. Als het hierdoor veroorzaakte golfdal samenvalt met de boeggolf, dan heffen deze elkaar gedeeltelijk op — zogenaamde destructieve interferentie — waardoor het zog aanzienlijk afneemt.
Hoewel het opwekken van een golf energie onttrekt aan het schip, zorgt het opheffen van de boeggolf voor een verandering in de drukverdeling over de romp, waardoor de golfweerstand afneemt. Het effect dat de drukverdeling heeft op een oppervlakte heet vormweerstand.
Bulbstevens hebben hun maximale voordelige effect in een smal snelheidsbereik, bij minimaal 6 knopen. Bij andere snelheden kan een bulbsteven zelfs een tegengesteld effect hebben. Het effect manifesteert zich het sterkst bij grote schepen.

### Stern flap
Een relatief nieuwe ontwikkeling is de toepassing van een stern flap. Naast afgenomen golfweerstand door toegenomen lengte, moet dit ook zorgen voor een afgenomen drukweerstand {\displaystyle R_{P}}.